# Trichomanes baldwinii
Trichomanes baldwinii là một loài dương xỉ trong họ Hymenophyllaceae. Loài này được Copel. mô tả khoa học đầu tiên.